# Aufbahrungskirche Oberwart

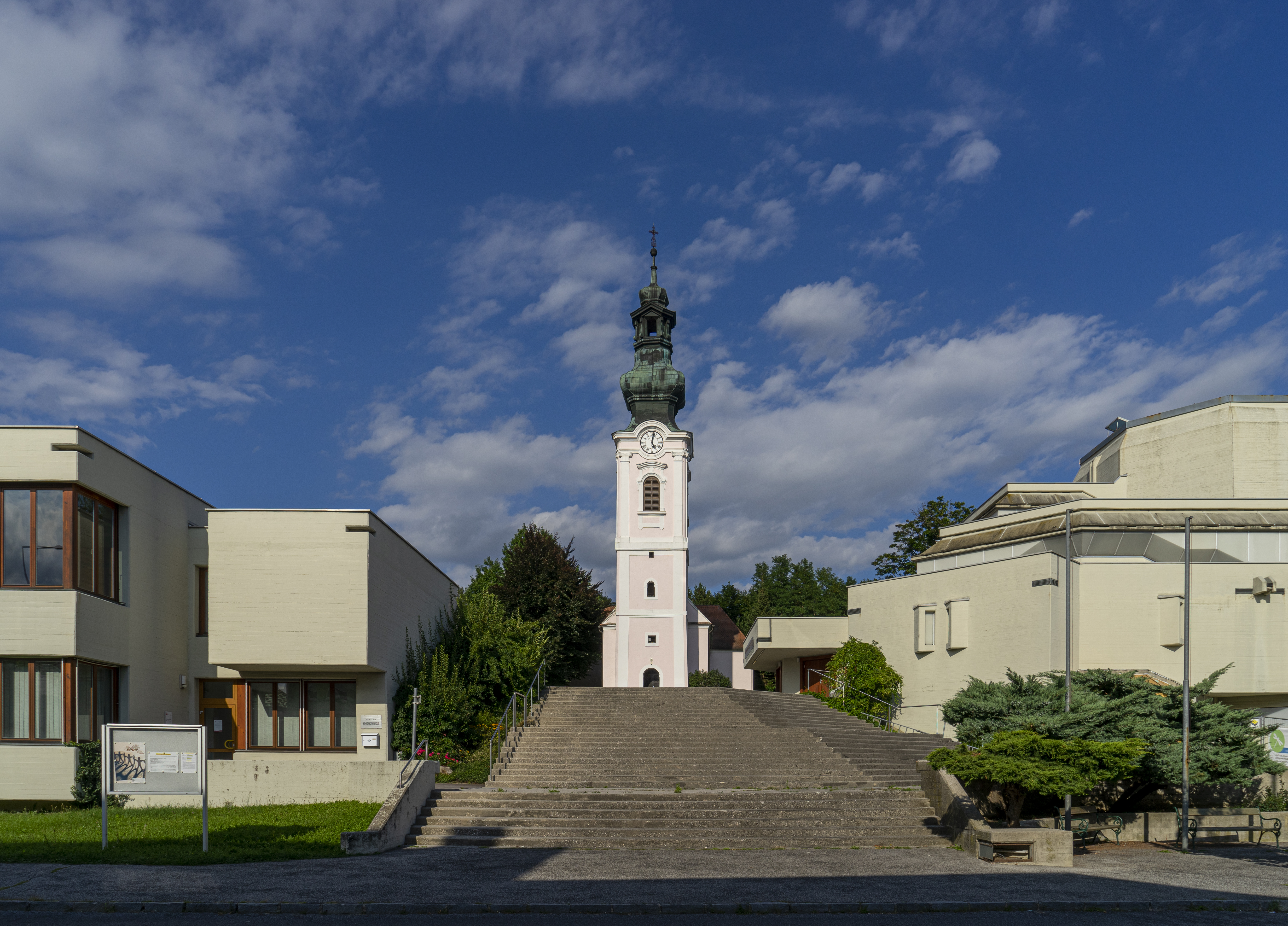
Alte Katholische Pfarrkirche Mariä Himmelfahrt in Oberwart

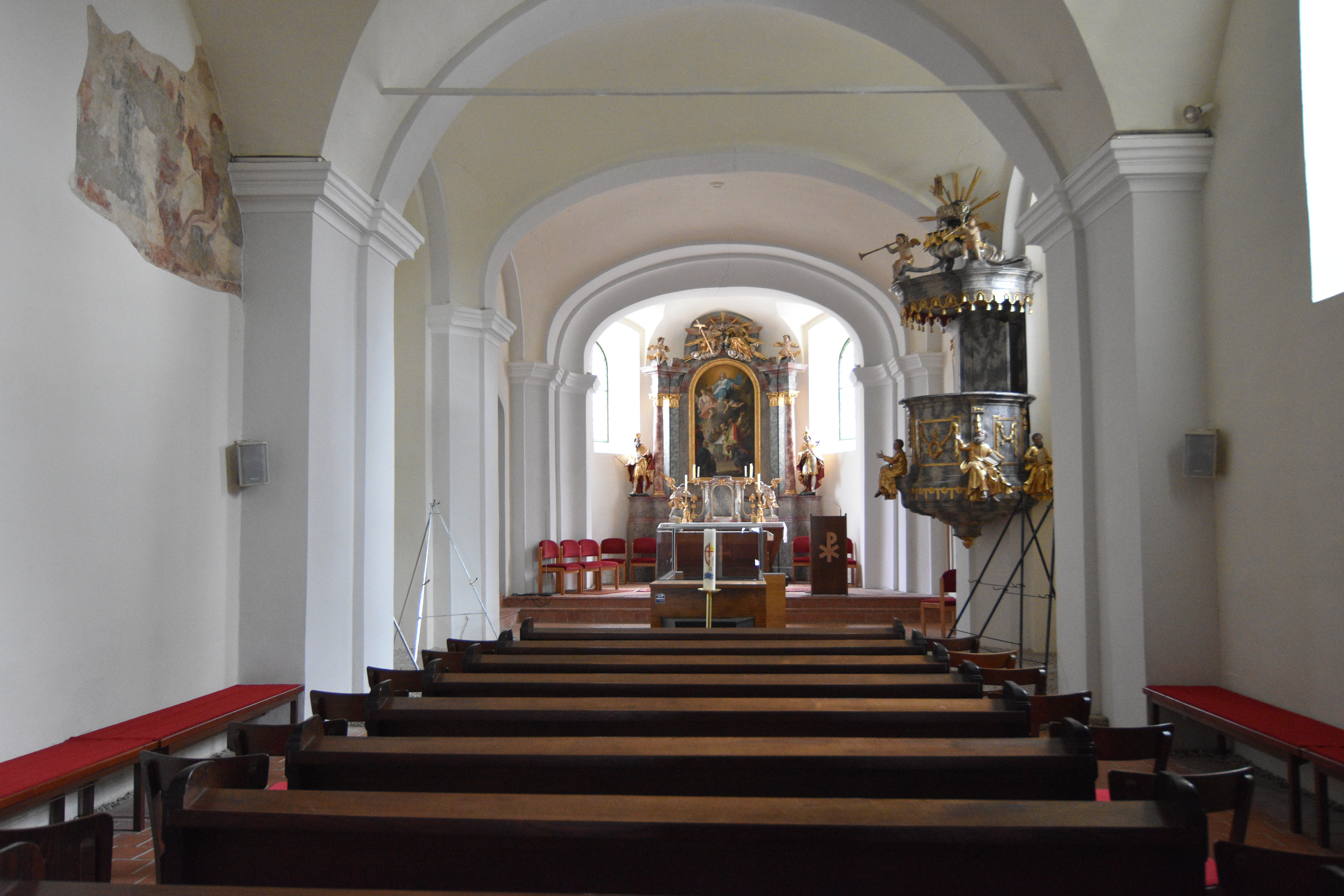
Langhaus, Blick zum Chor

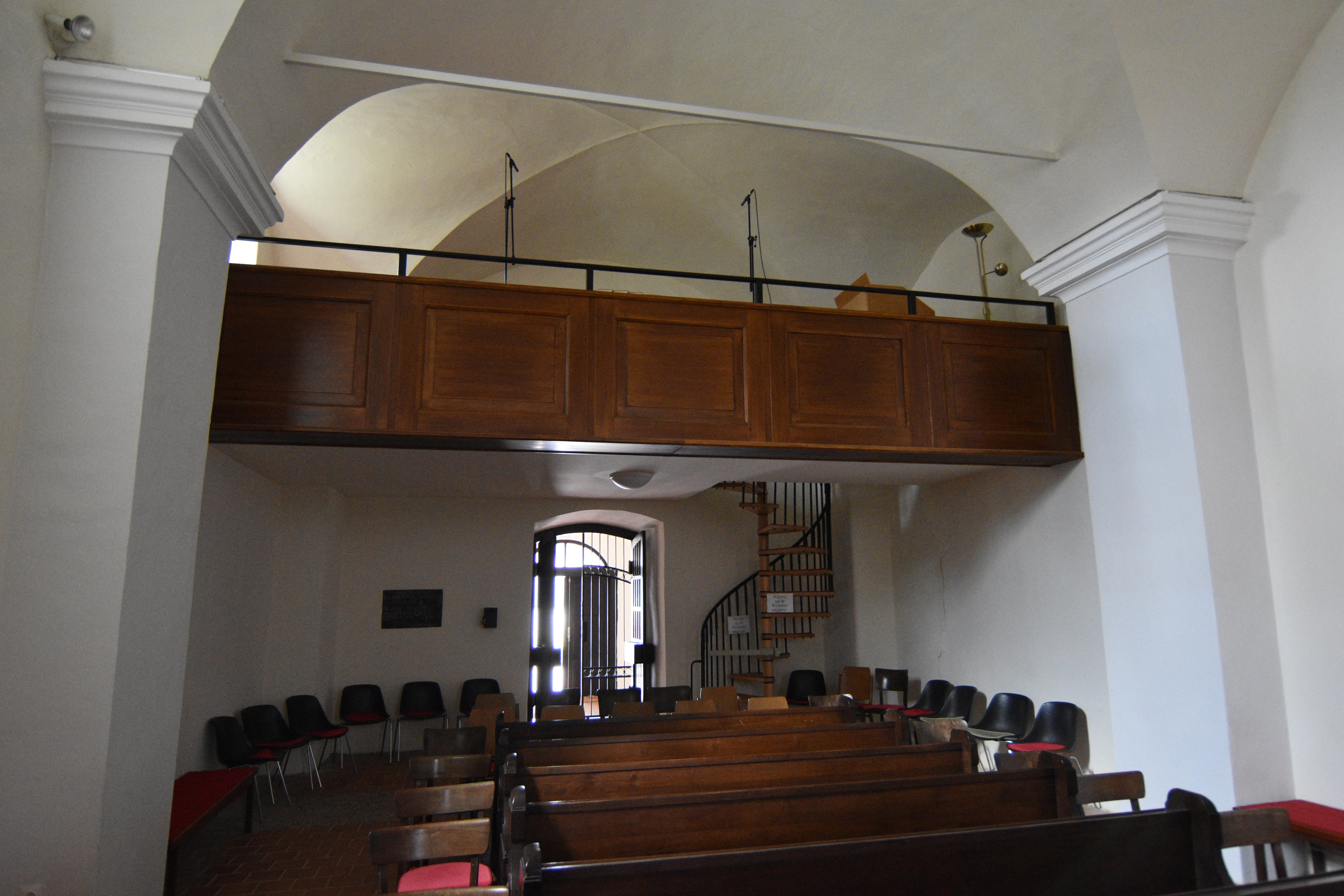
Langhaus, Blick zur Empore

Die Aufbahrungskirche Oberwart steht in beherrschender Lage und über eine Freitreppe in die moderne Planung der neuen Katholischen Pfarrkirche Oberwart einbezogen in der Gemeinde Oberwart im Bezirk Oberwart im Burgenland. Die dem Patrozinium Mariä Himmelfahrt unterstellte ehemalige Pfarrkirche gehört zum Dekanat Pinkafeld in der Diözese Eisenstadt. Die Kirche steht unter Denkmalschutz (Listeneintrag).

## Geschichte
Die mittelalterliche Pfarre war zeitweise evangelisch und 1663 wieder katholisch.
Eine mittelalterliche Kirche wurde 1463 urkundlich genannt. Die romanische Apsis wurde 1975 ergraben, die Nordwand zeigt Reste einer gotischen Wandmalerei aus der Mitte des 14. Jahrhunderts mit den Heiligen Georg und Michael.

## Architektur
Der im Kern romanische Kirchenbau mit einem mächtigen Westturm hat ein langes Langhaus und eine kleine eingezogene Rundapsis. Der Westturm wurde 1656 ausgebaut, das Obergeschoß und der Zwiebelhelm entstanden um 1800. Das Langhaus wurde 1728 und 1778 barockisiert, die Südfront zeigt 1975 freigelegte romanische Fenster. Am östlichsten Langhausjoch befinden sich beidseits Anbauten mit einer Sakristei und einer Lourdeskapelle.
Das Kircheninnere zeigt ein vierjochiges Langhaus, die zwei westlichen Joche haben Kreuzgratgewölbe aus 1728, die zwei östlichen Joche haben Platzlgewölbe aus 1778, alle Gewölbe auf Gurten auf Pilastern. Der Triumphbogen ist korbbogig. Die Apsis hat ein Stichkappengewölbe.

## Einrichtung
Der spätbarocke Hochaltar trägt einen freistehenden Tabernakel, das Altarbild Mariä Himmelfahrt schuf Stephan Dorfmeister. An der Altarwand stehen auf einem steinernen Sockel Holzfiguren der heiligen Könige Stephan und Ladislaus von Georg Dorfmeister. 